# Інститут ядерних проблем Білоруського державного університету

## Створення
Науково-дослідна установа "Інститут ядерних проблем Білоруського державного університету (НДІ ЯП БДУ) було створено 1 вересня 1986 року на підставі постанови Уряду СРСР. Інституту передано будівлю, в якій раніше розташовувалися хімічний факультет, факультет журналістики БДУ а також керівництво Мінського Метробуду.
Перший директор і засновник інституту, нині почесний директор — Володимир Григорович Баришівський, професор, заслужений діяч науки Республіки Білорусь, лауреат Державної премії Республіки Білорусь в галузі науки і техніки, кавалер Орденів Франциска Скорини та «Знак Пошани», автор двох відкриттів СРСР в галузі ядерної фізики (№ 224 від 1979 р. і № 360 від 1981 р.).
1 січня 2013 року директором інституту призначено доктора фізико-математичних наук Сергія Опанасовича Максименко.

## Основні наукові напрямки НДІ ЯП БГУ
- дослідження в області ядерної фізики, фізики елементарних частинок, космомікрофізики та ядерної астрофізики;

- дослідження екстремального стану речовини при надвисоких температурах і тисках і магнітної кумуляції енергії;

- нові композиційні матеріали, нано — і мікроструктуровані матеріали;

- радіаційні та ядерно-фізичні технології з використанням радіоактивних джерел, прискорювачів і ядерних реакторів; нові методи вимірювань іонізуючих випромінювань.

## Найважливіші досягнення вчених НДІ ЯП БГУ
1. Теоретичне передбачення і перше в світі експериментальне спостереження нового типу випромінювання — параметричного рентгенівського випромінювання (ПРВ), що виникає при рівномірному русі заряджених частинок через кристали[3][4].
2. Виявлення ПРВ, що збуджується протонами високих енергій в кристалі, на прискорювачі ІФВЕ (Протвіно, Росія), а також виявлення багатохвильового режиму генерації ПРв від електронів на прискорювачі СІРІУС (Томський політехнічний університет)[5].
3. Ідея та обґрунтування існування рентгенівського випромінювання, що збуджується при каналюровані релятивістських заряджених частинок (електронів, позитронів) в кристалах. Експериментально спостерігалося в багатьох фізичних центрах світу.
4. Теоретичне передбачення і експериментальне виявлення (спільно з Інститутом фізики НАН Білорусі) явища осциляцій площини розпаду 3-γ анігіляції ортопозітронія в магнітному полі.
5. Теоретичне і експериментальне виявлення невідомої раніше характеристики атома водню (мюонія) — квадрупольного моменту біля основного стану.
6. Ідея та обґрунтування існування явища осциляцій і спінового дихроїзму і, як наслідок, існування тензорної поляризації у дейтонів (і інших частинок) великої енергії, що рухаються в неполяризованих речовинах; спіновий дихроїзм експериментально виявлений в спільних експериментах в Німеччині (COSY) і Росії (ОІЯД).
7. Теоретичне передбачення явища обертання спіна часток високих енергій в вигнутих кристалах. Експериментально виявлено в Лабораторії ім. Фермі (США).
8. Передбачений ефект магнітогальмівного утворення електрон-позитронних пар в кристалах, що спостерігався в CERN[6].
9. Передбачено існування дихроїзму і подвійного променезаломленні кристалів в ТеВній області енергії фотонів.
10. Передбачений ефект радіаційного охолодження електронів високих енергій в кристалах, виявлений в CERN[7].
11. Створення нового класу генераторів електромагнітного випромінювання — об'ємних лазерів на вільних електронах.
12. Існування передбаченого в НДІ ЯП БГУ ефекту багаторазового об'ємного відображення частинок високих енергій вигнутими площинами одного кристала експериментально підтверджено на прискорювачі CERN[8].
13. Теоретичне обґрунтування існування неінваріантних щодо зміни знаку часу явищ обертання площини поляризації світла і подвійного променезаломлення в речовині, що знаходиться в електричному полі, а також CP-неінваріантних (Т-неінваріантних) ефект появи у атомів і ядер індукованого електричного моменту в магнітному полі (і поява індукованого магнітного моменту в електричному полі).
14. Створення в Білорусії магнітокумулятивних генераторів потужних струмів і високих напруг на основі використання енергії вибуху, що відкрило дорогу для розвитку в країні цього найважливішого наукового і технологічного напрямку.
15. Отримання нових обмежень на існування і протяжність додаткових вимірів простору на підставі досліджень поглинання первинними чорними дірами релятивістської плазми, що заповнювала Всесвіт на ранніх етапах його еволюції[9].
16. Побудова теорії розсіювання електромагнітного випромінювання на вуглецевій нанотрубці (ВНТ) кінцевої довжини, вперше дозволила дати якісну і кількісну інтерпретацію експериментально спостережуваного в композитах, які містять ВНТ, піку поглинання в терагерцовій частотної області[10]. Експериментальний доказ існування локалізованого плазмонного резонансу в композиційних матеріалах з одностінними ВНТ[11]. Ефект має істотне прикладне значення для створення нових електромагнітних захисних матеріалів і нових медичних технологій.
17. Створення нового надважкого сцинтиляційного матеріалу вольфрамату свинцю — PbWO4 (PWO), який був прийнятий як матеріал для створення електромагнітних калориметрів детекторів CMS та ALICE в CERN (Швейцарія) и PANDA (GSI, Німеччина)[12]. Використання цього калориметра колаборацією CMS, в яку входить НДІ ЯП БГУ, дозволило відкрити бозон Хіггса[13].
18. Розвиток НВЧ-енергетики — розробка різних технологій застосування НВЧ-випромінювання в промисловості, сільському господарстві та екології.

### Наукові школи
У НДІ ЯП БГУ активно діє наукова школа в галузі ядерної фізики і фізики елементарних частинок: Ядерна оптика поляризованих середовищ. Засновник і керівник — професор В. Р. Баришівський.
Інтенсивно розвивається наукова школа в галузі Наноелектромагнетизму — нового наукового напрямку, що досліджує ефекти взаємодії електромагнітного та інших типів випромінювань з нанорозмірними об'єктами та наноструктурованими системами (засновники — д.ф.-м.н. С. О. Максименко і д.ф.-м.н. Р. Я. Слепян).

## Структура
Організаційно НДІ ЯП БДУ складається з 12 лабораторій:
1. аналітичних досліджень
2. радіофізичних досліджень
3. потужнострумової електроніки
4. теоретичної фізики і моделювання ядерних процесів
5. експериментальної фізики високих енергій
6. наноелектромагнетізма
7. ядерної оптики і космомікрофізики
8. ядерної спектрометрії і експертизи радіаційної безпеки
9. фізики перспективних матеріалів
10. фундаментальних взаємодій (Центр фізики частинок і високих енергій)
11. електронних методів і засобів експерименту
12. фізики частинок

### Директор
Директор НДІ ЯП БГУ Сергій Опанасович Максименко захистив у 1996 році дисертацію на здобуття наукового ступеня доктора фізико-математичних наук за темою «Розподіл хвиль і хвильових пакетів у періодичних і диспергуючих середовищах».